# Communauté de communes du Dunois (Eure-et-Loir)
Pour les articles homonymes, voir Communauté de communes du Dunois.
La Communauté de communes du Dunois est une ancienne communauté de communes française, située dans le département d'Eure-et-Loir et la région Centre-Val de Loire.

## Composition
Elle était composée des communes suivantes, toutes du canton de Châteaudun :
| Nom                   | Code Insee | Gentilé       | Superficie (km2) | Population (dernière pop. légale) | Densité (hab./km2) |
| --------------------- | ---------- | ------------- | ---------------- | --------------------------------- | ------------------ |
| Châteaudun (siège)    | 28088      | Dunois        | 28,48            | 13 264 (2014)                     | 466                |
| La Chapelle-du-Noyer  | 28075      | Noyocapellois | 13,31            | 1 093 (2014)                      | 82                 |
| Jallans               | 28198      | Jallanais     | 8,99             | 814 (2014)                        | 91                 |
| Lanneray              | 28205      |               | 26,63            | 573 (2014)                        | 22                 |
| Saint-Denis-les-Ponts | 28334      | Pontois       | 13,80            | 1 707 (2014)                      | 124                |

## Historique
Elle est créée le 16 décembre 2004 et le 31 décembre 2016 fusionne avec deux autres communautés de communes pour former la communauté de communes du Grand Châteaudun.